# Matang Panyang (Langsa Timur)
Matang Panyang is een bestuurslaag in het regentschap Langsa van de provincie Atjeh, Indonesië. Matang Panyang telt 542 inwoners (volkstelling 2010).